# Wangara (Volk)

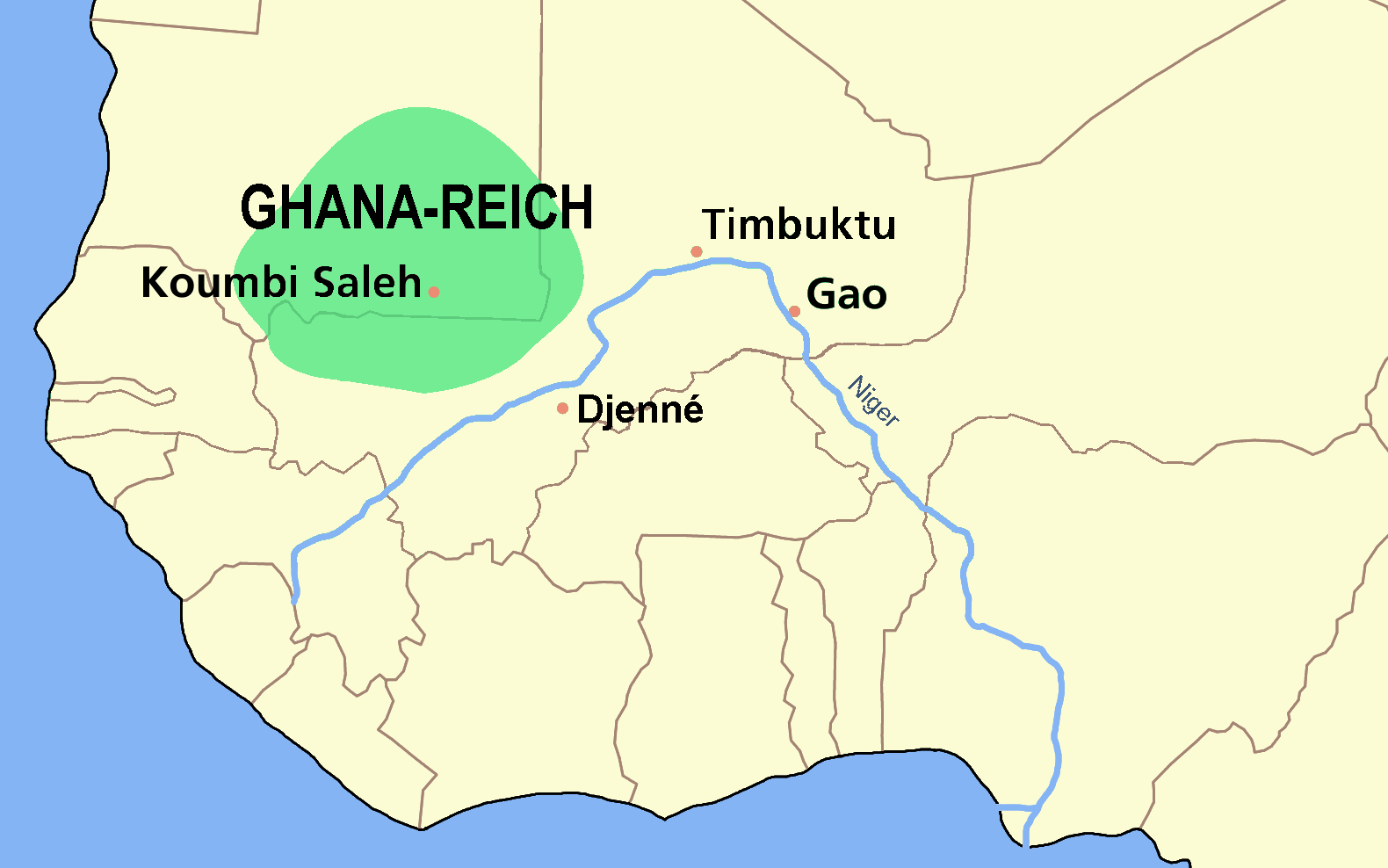
Lage des Reich von Ghana (Wagadu) im 10. Jhd. östlich davon das Reich von Gao (Kawkaw)

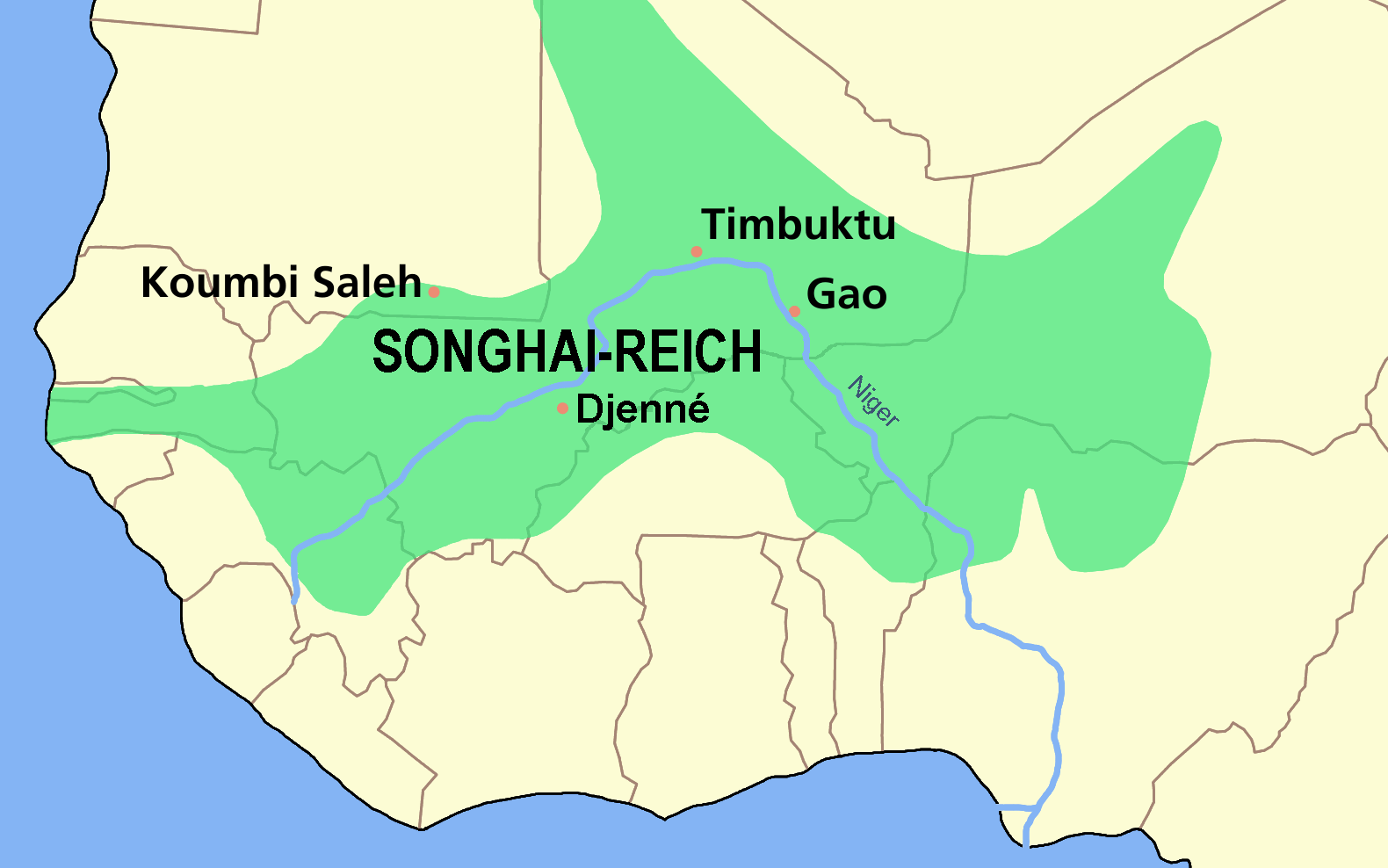
Songhai-Reich in seiner mutmaßlichen Ausdehnung im 15. Jhd.

Die Wangara (andere Schreibweise Wankara und Vankara) waren die wichtigste Händlergruppe des westafrikanischen Mittelalters. Sie stammten aus dem Mande-Gebiet. Ihre wichtigste Stadt war Dia an einem Nebenfluss des Niger zwischen Djenné und Timbuktu.

## Fernhandel
Berühmt wurden die Wangara durch den Fernhandel mit Gold, aber auch mit Salz, Kolanüssen und anderen Gütern. Sie waren das unerlässliche Mittelglied zwischen den Produzenten der Goldfelder von Bure (Guinea) und Bambuk (Senegal) und den berberischen und arabischen Transsaharahändlern. Der Austausch der Waren erfolgte in den Hauptstädten der großen westafrikanischen Reiche Ghana, Mali und Gao. Die heute tätigen Nachfahren der Wangara sind die Diula-Händler (der Begriff meint meist alle Mandekan sprechende islamischen Händler, nicht nur Angehörige der Ethnie).

## Geschichte
Andreas W. Massing hält die Wangara für Soninke, die in der Diaspora den Kontakt zu ihrer Ethnie und ihre Sprache verloren hatten und eine Identität als Kaste gesetzeskundiger Fernhändler aufbauten. Es war nicht unüblich, dass reiche Händler ihren Söhnen eine umfassende islamische Erziehung vermitteln ließen. Mit der Mobilität und Gelehrsamkeit der Wangara sowie ihrer Anpassungsfähigkeit an lokale Bedingungen hängt offenbar zusammen, dass sie eine wichtige Rolle bei der Ausbreitung des Islam spielten. Im späten 12. Jahrhundert begann vermutlich die Expansion ihres Handelsnetzes, das vom alten Reich von Ghana im heutigen Mauretanien einerseits bis nach Senegal, Gambia und Guinea und andererseits über Mali zur Elfenbeinküste und zum modernen Ghana bis nach Kano und Burkina Faso (im 18. Jahrhundert), Togo und Benin (spätestens im 19. Jahrhundert) reichte. Sie investierten in verschiedene Handwerke und förderten z. B. die Produktion von Töpferwaren, die für den Handel wichtig waren.
Die Schriftkundigkeit der Wangara, eine Folge ihrer islamischen Erziehung, begünstigte ihre Rolle im Fernhandel. Auch übernahmen die Wangara den Händlerpazifismus des im 13. Jahrhundert lebenden Soninke-Sheikh Al-Hajj Salim Suwari, der die Muslime über ihre Verantwortung als Minderheit in einer nichtmuslimischen Umgebung belehrte und eine hohe Toleranz sowie Vertrauen von ihnen forderte. Das kam der Netzwerkbildung zugute. Der Islam breitete sich entlang der Handelsrouten überall dort aus, wo Wangara aktiv waren. Eine wichtige Route war die von Banjul zur Küste des modernen Ghana. Sie setzte sich später bis Nord-Nigeria fort. Das Erscheinen der Wangara war oft auch mit der Umwandlung kleiner Dörfer in muslimische Handelsstädte verbunden. Im Reich von Ghana wurden sie zuerst im 11. Jahrhundert von den arabischen Geographen al-Idrisi und Abū ʿUbaid al-Bakrī erwähnt. Ibn Battuta fand sie im 14. Jahrhundert in Mali. Im 15. und 16. Jahrhundert wurden mehrere hochrangige Rechtsgelehrte der Wangara namentlich erwähnt. Im 15. Jahrhundert assimilierten sie sich im Königreich Songhay und übernahmen Songhay-Dialekte, während sie im Reich von Ghana als Mande-Sprecher bekannt waren und im Gebiet der Hausa deren Sprache übernahmen.
Ursprünglich wurden die Wangara als schwarze Menschen (wie die Soninke), später als rote oder weiße beschrieben, was auf eine Vermischung mit Berbern zurückgeführt werden kann. In Mali gibt es noch wenige Nachfahren, die die Tradition und Genealogie des Stammes kennen.